# Огієвський Анатолій Володимирович
Анатолій Володимирович Огієвський (31 серпня 1894, Стародуб — 3 квітня 1952, Київ) — український гідролог, доктор технічних наук (з 1936 року), професор (з 1937 року), завідувач кафедри гідрології Київського гідромеліоративного інституту; один з основоположників гідрологічної школи в Україні. Учень академіка Є. В. Оппокова.

## Біографія

Біля могили А. В. Огієвського в Києві. Квіти на знак вшанування пам'яті вченого (120-річчя) від кафедри гідрології та гідроекології КНУ ім. Т. Шевченка покладає професор В. К. Хільчевський, 2014 р.

Народився 31 серпня 1894 року в місті Стародубі Чернігівської губернії (тепер Брянська область) В 1922 році закінчив Київський політехнічний інститут. З 1926 року працював в Науково-дослідному інституті водного господарства. У 1927 р. перебував у науковому відрядженні в Німеччині, Австрії та Франції.
У 1933–1952 роках — завідувач відділу гідрології, в 1937–1939 роках — директор цього інституту. В 1928–1932 роках керував Службою гідрологічних оповіщень Дніпробуду при спорудженні ДніпроГЕС (де працював також В. О. Назаров — згодом, перший завідувач кафедри гідрології суші Київського державного університету імені Т. Г. Шевченка).
А. В. Огієвський — ініціатор створення і директор (1944–1946) Київської науково-дослідної гідрологічної обсерваторії. Одночасно з 1931 року, викладав у Київському гідромеліоративному інституті (тепер Національний університет водного господарства та природокористування в Рівному); в 1934–1952 роках — завідувач кафедри гідрології, гідрометрії та гідрогеології цього інституту. У 1941—1943 рр. був арештований і перебував під слідством у тюрмі № 1 м. Новосибірська за підозрою у шпигунській діяльності на основі сфабрикованих показів, викладених у кримінальній справі про шкідництво в управлінні шосейних доріг при НКВС УРСР (1938 р.).

Помер 3 квітня 1952 року. Похований в Києві на Лук'янівському цвинтарі (ділянка № 31, ряд 1, місце 33). Надгробок — прямокутна стела з лабрадориту. 

### Родина
- Дядько — викладач лісової школи, потім професор Петербурзького лісового інституту Василь Огієвський (1861—1921)[1].
- Двоюрідний брат — радіотехнік, доктор технічних наук Володимир Огієвський (1890—1979).
- Двоюрідний брат — науковець у галузі агролісомеліорації, доктор сільськогосподарських наук Василь Огієвський (1893—1983).

## Наукова робота
Досліджував режим річкового стоку, прогнозував водний режим річок України, виконував гідрометричні роботи. Разом з Є. В. Оппоковим та В. О. Назаровим розробив методи прогнозів висоти весняної повені Дніпра та його приток. Розробив макрогенетичну теорію формування стоку, запропонував методику визначення максимальних витрат талих вод за наявністю та відсутністю спостережень за стоком.

## Деякі наукові праці
- Огієвський А. В. Зв'язок рівнів р. Дніпра коло м. Київа з рівнями р.р. Прип'яті, Березини, Сожу та Десни й пристосування знайденного зв'язку до цілів короткотермінових завбачань рівнів р. Дніпра // Інформаційний бюлетень Укрмета. — 1924. — Ч. 10-12.
- Огієвський А. В. Питання гідрології за кордоном: звідомлення про закордонне відрядження до Німеччини, Австрії й Франції (4.ІХ — 20.XII. 1927). — К., 1928.
- Огієвський А. В., Оппоков Є. В. Гідрометрія: Підручник для ВТУзів. — К.: Держвидав України, 1930.
- Огієвський А. В. Гідрологія (басейнів суші). — Харків — Київ: Вугілля і руда, 1933. — 293 с.
- Огиевский А. В. Гидрометрия и производство гидрометрических работ. — М.-Л.: Энергоиздат, 1934. — 572 с. (2-е изд. — 1937. — 342 с.)
- Огієвський А. В. Основні підсумки роботи Служби гідрологічних оповіщень Дніпробуду. — К.: Держтехвидав України, 1934.
- Огиевский А. В. Гидрология суши (общая и инженерная): Учеб. пособие. — М.-Л.: Энергоиздат, 1936. — 512 с. (2-е изд. — 1941, 3-е изд. — 1951, 4-е изд. — 1952).
- Огиевский А. В. Макрогенетическая теория поверхностного стока и ее практичекие применения. Ответы оппонентам // Доклады ЦИП. — Л.-М.: Гидрометеоиздат. — 1948. — Т. 1. — Вып. 5.
- Огиевский А. В. Вопросы применения статистических и генетических методов в гидрологии // Известия АН СССР. — 1952. — № 1.